# Женщина-демон
«Женщина-демон» (яп. 鬼婆 Онибаба) — японский художественный фильм режиссёра Канэто Синдо, вышедший в 1964 году. Чёрно-белая драма с элементами мистики (иногда фильм причисляется к жанру хоррора).
Премьера фильма в Японии состоялась 21 ноября 1964 года, в США — 4 февраля 1965 года. В России фильм был показан 1 и 2 июля 2011 года на ММКФ в рамках программы «Поколение «Ноль» выбирает» и 2 октября 2011 года в рамках ретроспективы режиссёра в Музее кино.

## Сюжет
Действие происходит в XIV веке, в период Намбоку-тё. В стране идёт гражданская война, многие крестьяне разорены. Пожилая женщина и её молодая невестка живут в хижине на берегу реки, в зарослях камыша. На пропитание они зарабатывают мародерством, снимая одежду и снаряжение с убитых самураев и меняя их оружие и одежду на еду и вещи у местного скупщика Уси. Иногда они добивают раненых и обессиленных воинов. Тела убитых они сваливают в глубокую узкую яму посреди камышовых зарослей.
Неожиданно с войны возвращается Хати, их сосед. Он рассказывает, что его вместе с Кити (сыном женщины и одновременно мужем девушки), забрали в солдаты, причем они успели повоевать за обе стороны, так как цели войны мобилизованным крестьянам непонятны и не близки. Во время сражения (из слов Хати можно сделать вывод, что речь идет о битве при Минатогаве 5 июля 1336 года) оба притворились мёртвыми и затем дезертировали. На обратном пути домой они попытались украсть в деревне у бедных крестьян что-нибудь из еды, но крестьяне застали их и стали избивать палками, в результате чего Кити был убит. Хати удивляется, откуда в такое время у женщин хорошая одежда, и спрашивает, не украли ли они её. На встречный вопрос свекрови, откуда у него одеяние буддийского монаха, Хати отвечает, что убил монаха и забрал его одежду, потому что люди склонны доверять священникам. 
Хати начинает оказывать знаки внимания девушке и приглашает её приходить в его хижину. Он также предлагает её свекрови работать вместе, но та отказывается. Вскоре все трое становятся свидетелями боя между двумя самураями. Обоих раненых и изможденных воинов они добивают, а их имущество снимают и продают.  
Вскоре девушка и Хати становятся любовниками, девушка приходит к Хати по ночам, когда женщина спит. Однако та лишь притворяется спящей. Не признаваясь в том, что ей известно о любовной связи, она уговорами и угрозами пытается заставить Хати отказаться от её невестки. Девушке же она рассказывает о демонах и аде, говоря, что грешников там ждут ужасные страдания, а один из самых страшных грехов — блуд вне брака. Свекровь говорит невестке, что муж последней еще может вернуться, потому о его гибели известно только со слов Хати, которому нельзя доверять. Однако Хати и девушка не в силах противостоять своей страсти.
Однажды ночью, когда девушка убегает к Хати, женщина встречает человека в маске демона-они. Это оказывается самурай-генерал, потерявший свою армию; под маской он скрывает своё лицо, которое называет красивейшим в мире. Он просит женщину показать ему дорогу через камыши. Она ведёт его, но, дойдя до ямы, перепрыгивает через неё, а самурай падает вниз и умирает. Свой поступок старуха мотивирует тем, что по вине таких военачальников, как он, развязана война и погибло много случайных простых людей, в том числе и ее сын Кити. Позже она спускается в яму за его одеждой и оружием. Сняв маску, она видит, что лицо самурая было обезображено.
Вечером женщина говорит девушке, что идёт к Уси продавать часть обмундирования, и велит девушке остаться. Когда девушка бежит сквозь камыши к Хати, перед ней внезапно встаёт женщина в одеянии и маске демона-они, и девушка в ужасе убегает домой. Так повторяется и на следующую ночь. Хати удивлён тем, что девушка давно не приходит к нему. Ночью, когда женщина опять уходит к Уси, девушка под проливным дождём снова бежит к Хати и опять встречает женщину-они. Однако она убегает от демона и зовёт Хати, который встречает её. Женщина понимает, что она не в силах противостоять их страсти.
Пообещав утром забрать девушку к себе насовсем, довольный Хати возвращается к себе и обнаруживает в своей хижине мужчину, частично одетого в доспехи, очевидно, такого же дезертира, как и он сам. Мужчина от неожиданности и испуга убивает Хати копьем и убегает. Девушка, вернувшись домой, видит свою свекровь в маске они — та говорит, что это была она, переодетая демоном, и что теперь маска слилась с её лицом и не снимается. Девушка в обмен на клятву не препятствовать ей встречаться с Хати в любое время пытается помочь свекрови снять маску: та говорит, что ей больно, однако девушка разбивает маску молотком. Под маской оказывается обезображенное лицо женщины. Испугавшись, что теперь женщина действительно превратилась в демона, девушка бежит прочь. Свекровь бежит за ней, крича, что она не демон, а человек. В последних кадрах фильма девушка перепрыгивает яму посреди камышей; бегущая за ней свекровь с криком "я человек!" тоже прыгает, но удается ли ей перепрыгнуть яму, остается неизвестным, так как фильм на этом моменте заканчивается.

## В ролях
- Нобуко Отова — мать Кити
- Дзицуко Ёсимура — жена Кити
- Кэй Сато — Хати
- Дзюкити Уно — самурай-генерал
- Тайдзи Тонояма — Уси

## Награды и номинации
- 1965 — Blue Ribbon Awards, за лучшую операторскую работу (Киёми Курода)
- 1965 — Blue Ribbon Awards, за лучшую роль второго плана (Дзицуко Ёсимура)

## Дополнительные факты
- Сюжет фильма основан на буддийской притче о старухе, которая запрещала невестке посещать храм, преграждая ей путь в маске демона. В наказание Будда сделал так, что маска прилипла к лицу старухи.[4]
- Маска демона в фильме вдохновила Уильяма Фридкина, который использовал её черты при создании демона-женщины в фильме «Изгоняющий дьявола».[5]